# برمنغهام سيتي
نادي برمنغهام سيتي لكرة القدم (بالإنجليزية: Birmingham City Football Club)‏ هو نادي إنجليزي لكرة القدم، مقره مدينة برمنغهام. لعب الفريق عدة مواسم في الدرجة الأولى قبل أن ينزل سنة 1986 للدرجة الثانية ثم الثالثة. عاد للرابطة الأولى سنة 2002. أفضل موسم للفريق في الدرجة الأولى كان موسم 55-56 الذي أنهاه في المرتبة السادسة، ولعب فيه نهائي كأس الاتحاد الإنجليزي. فاز بكأس الرابطة سنة 1963، 2011. أكبر غريم للفريق هو جاره أستون فيلا.
وفي 2 يناير 2024، قرر إقالة وين روني من تدريب الفريق بعد انتصارين فقط في 15 مباراة قاد فيها برمنغهام عقب تعيينه المثير للجدل في أكتوبر 2023.

## وصلات خارجية
موقع الفريق الرسمي